# Hansgeorg Model
Hansgeorg Model (* 1. März 1927 in Görlitz; † 16. April 2016) war ein Brigadegeneral der Bundeswehr und Militärschriftsteller.

## Leben
Hansgeorg Model war der Sohn des späteren Generalfeldmarschalls Walter Model (1891–1945) und seiner Frau Herta (geborene Huyssen, 1892–1985) und wurde vom evangelischen Pastor Martin Niemöller getauft.
Im Dezember 1944 trat er als Offizieranwärter in den Ersatzgruppenteil der Sturmgeschützbrigade Großdeutschland der Wehrmacht ein. Er durchlief die Grundausbildung in Guben und wurde im Februar 1945 an der Offizierbewerber-Schule in Cottbus und Zwickau ausgebildet. Im April 1945 begann er die Fahnenjunker-Ausbildung, er wurde kurzzeitig infanteristisch verwendet und dann in den Stab der 15. Panzergrenadier-Division übernommen.
1947 legte er das Abitur ab; danach wurde er zum Journalisten ausgebildet. 1950 wurde er Referent beim Bundesrat in der damaligen Bundeshauptstadt Bonn und begann ein Studium der Rechtswissenschaft an der Rheinischen Friedrich-Wilhelms-Universität Bonn.
Beförderungen
- 1957 Leutnant
- 1958 Oberleutnant
- 1960 Hauptmann
- 1964 Major
- 1968 Oberstleutnant
- 1972 Oberst
- 1980 Brigadegeneral

Im Mai 1956 trat er als Fähnrich bei einem Panzergrenadierlehrbataillon in Munster in die Bundeswehr ein und kam dann an die Heeresoffizierschule I in Hannover. 1957 erfolgte der Wechsel zur Artillerietruppe und die Ausbildung an der Artillerieschule in Idar-Oberstein. 1957/58 war er Batterieoffizier beim Panzerartillerieregiment 5 in Niederlahnstein. 1958/59 war er S2 bzw. S1 beim dortigen Panzerartilleriebataillon 145. 1960/61 war er S3 an der Schule der Bundeswehr für Innere Führung in Koblenz. 1961/62 war er Kommandeur des Feldartilleriebataillons 41 in Landshut.
Von 1962 bis 1964 nahm er am 5. Generalstabslehrgang (H) an der Führungsakademie der Bundeswehr in Hamburg teil. Von 1964 bis 1966 war er Referent beim Führungsstab des Heeres auf der Hardthöhe in Bonn. Von 1966 bis 1968 war er G3 bei der Panzerbrigade 29 in Sigmaringen. Von 1968 bis 1970 kommandierte er das Panzerartilleriebataillon 215 in Augustdorf und von 1976 bis 1982 die Panzergrenadierbrigade 7 in Hamburg. Zwischenzeitlich war er Referent und Referatsleiter im Führungsstab der Streitkräfte in Bonn. Von 1982 bis 1987 war er Amtschef des Amtes für Nachrichtenwesen der Bundeswehr in Bad Neuenahr. Im März 1987 wurde er in den Ruhestand versetzt.
Model war verheiratet und Vater von drei Kindern.

## Auszeichnungen
- 1987: Bundesverdienstkreuz I. Klasse des Verdienstordens der Bundesrepublik Deutschland

## Veröffentlichungen
- Der deutsche Generalstabsoffizier. Seine Auswahl und Ausbildung in Reichswehr, Wehrmacht und Bundeswehr. Bernard und Graefe, Frankfurt a. M. 1968.
- mit Jens Prause: Generalstab im Wandel. Neue Wege bei der Generalstabsausbildung in der Bundeswehr. Bernard und Graefe, München 1982, ISBN 3-7637-5241-2.
- mit Dermot Bradley, Heinz-Peter Würzenthal: Die Generale und Admirale der Bundeswehr 1955–1999. 4 Bände, Biblio-Verlag, Osnabrück/Bissendorf 1998 ff., ISBN 3-7648-2494-8.
- mit Dermot Bradley: Generalfeldmarschall Walter Model (1891–1945) – Dokumentation eines Soldatenlebens. Biblio-Verlag,  Osnabrück 1991, ISBN 3-7648-2494-8.